# Gymnometriocnemus terrestris
Gymnometriocnemus terrestris is een muggensoort uit de familie van de dansmuggen (Chironomidae). De wetenschappelijke naam van de soort is voor het eerst geldig gepubliceerd in 1941 door Krueger, Thienemann & Goetghebuer.